# Amas stellaire
 (janvier 2019).
Si vous disposez d'ouvrages ou d'articles de référence ou si vous connaissez des sites web de qualité traitant du thème abordé ici, merci de compléter l'article en donnant les références utiles à sa vérifiabilité et en les liant à la section « Notes et références ».

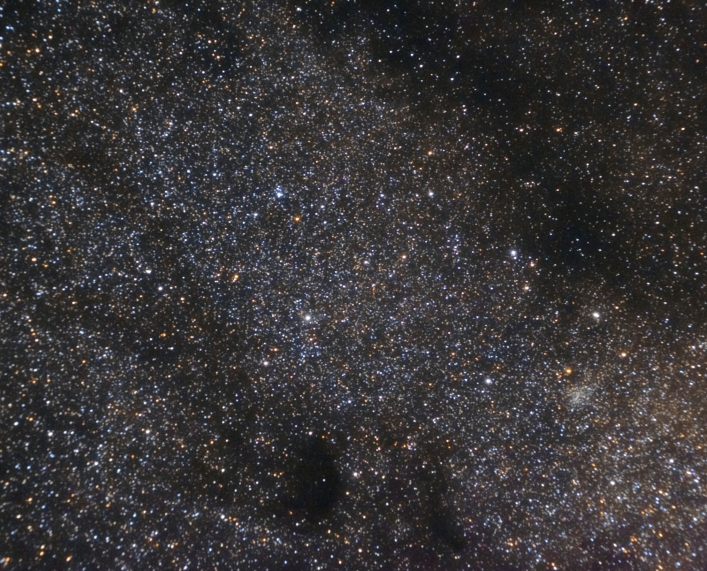
L'amas stellaire M24

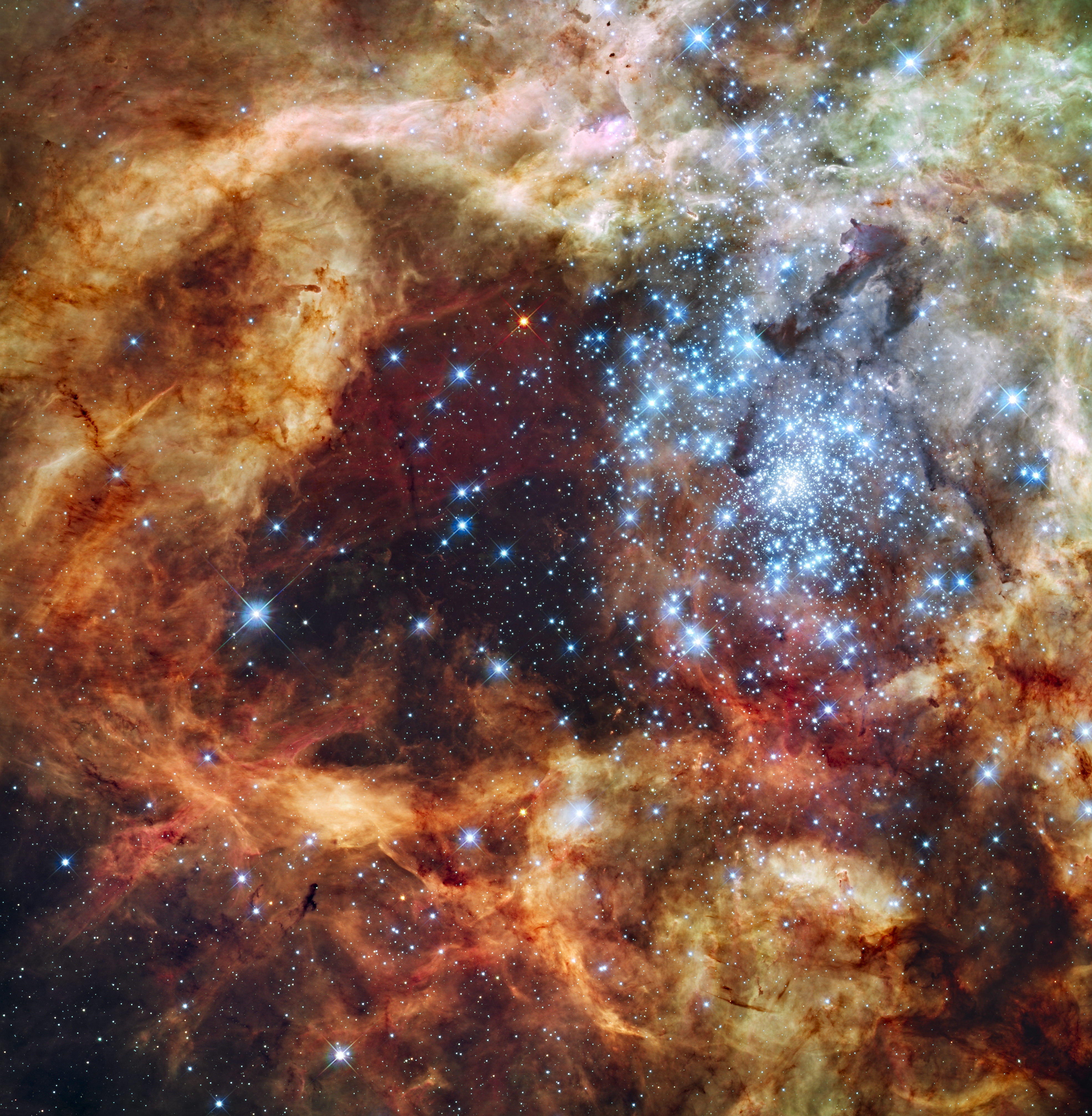
L'amas stellaire R136a, au cœur de la nébuleuse de la Tarentule (NGC 2070), dans la constellation de la Dorade, près du pôle sud céleste (image Hubble)

Un amas stellaire est une concentration locale d'étoiles d'origine commune et liées entre elles par la gravitation, dans un espace dont les dimensions peuvent atteindre 200 pc.
Ces objets sont classés en plusieurs familles selon leur aspect ; ce sont, par compacité croissante : les associations stellaires, les amas ouverts et les amas globulaires.
Les amas stellaires se maintiennent par l'attraction gravitationnelle mutuelle de leurs membres. En raison d'influences internes (collisions avec d'autres membres de l'amas, évolution stellaire) et externes (collisions avec des objets massifs et influence de la galaxie hôte), ils s'« évaporent » lentement.
Leur durée de vie varie de quelques millions d'années pour des associations peu denses à plusieurs milliards d'années pour les amas globulaires massifs.
Les amas stellaires les plus lumineux et les plus proches sont visibles à l'œil nu.
En général, à cause de leur population stellaire plutôt homogène et de leur distance relativement bien connue, les amas jouent un rôle important en astrophysique et en astrométrie.

## Amas ouverts
Les amas ouverts sont des ensembles d'étoiles présents à l'intérieur même d'une galaxie. Ce sont, en général, des étoiles jeunes nées dans un même nuage moléculaire et qui commencent à s'éloigner progressivement les unes des autres.
Plusieurs amas ouverts sont visibles à l'œil nu, ce qui inclut les Pléiades (M45) et les Hyades, tous deux dans la constellation du Taureau, ainsi que M44 (l'amas de la Ruche ou de la Crèche) dans la constellation du Cancer ou encore le plus lointain double amas de Persée.
Certains des amas les plus massifs, dénommés superamas stellaires, semblent pouvoir maintenir leur cohésion au cours du temps : on suppose que ce sont les précurseurs des amas globulaires.

## Amas globulaires

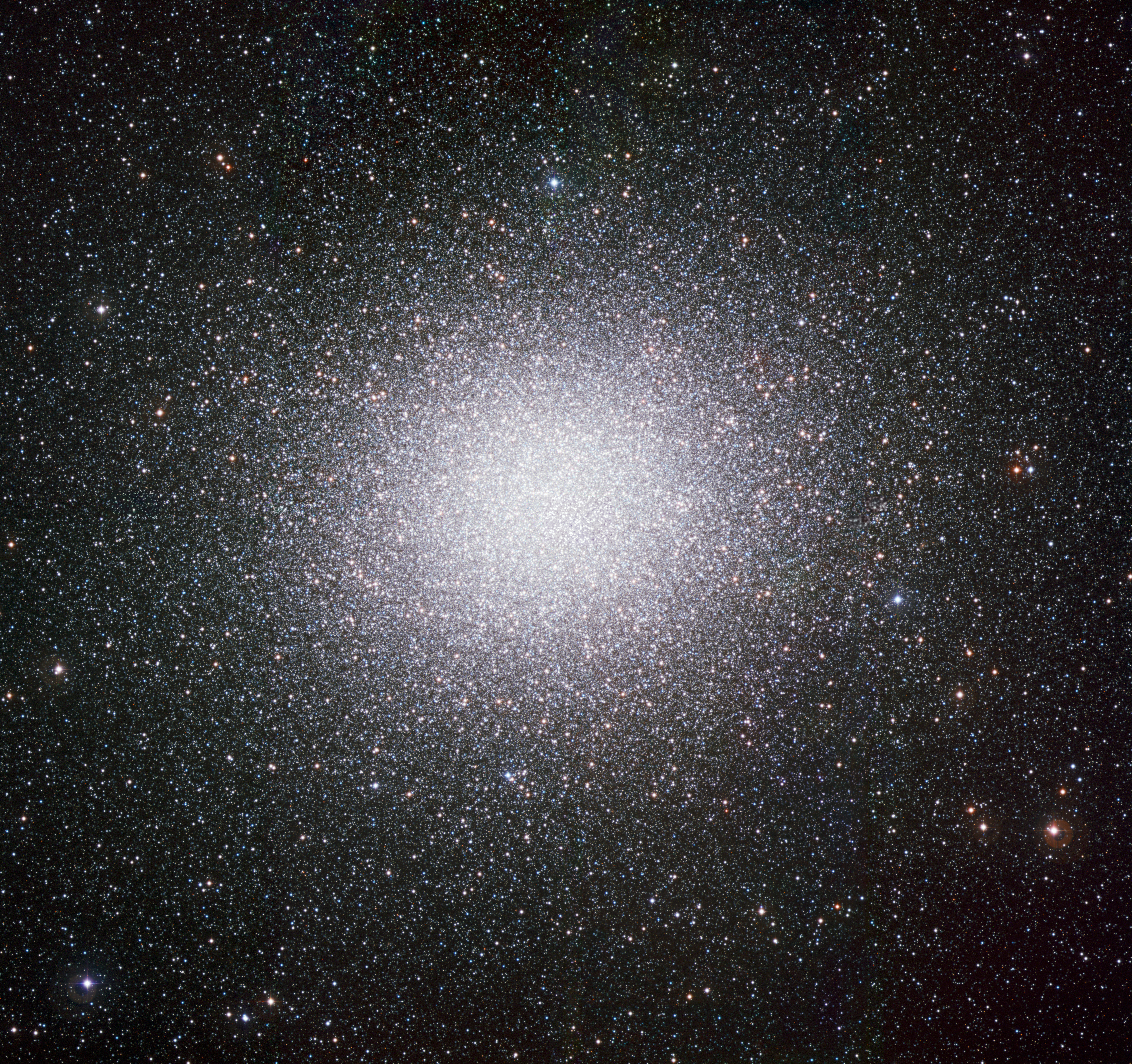
Image de l'amas globulaire d'Omega Centauri

L'amas globulaire le plus lumineux est Omega Centauri, il est visible à l'œil nu dans l'hémisphère sud.
L'amas globulaire le mieux connu de l'hémisphère nord est l'amas d'Hercule (M13) dans la constellation éponyme.
Les amas globulaires ne se trouvent pas dans le plan des galaxies, mais en dehors de celui-ci.
Bon nombre d'entre eux sont probablement les noyaux de galaxies depuis longtemps fusionnées dans la nôtre, après avoir été dépouillés de leur gaz et de leurs poussières jusqu'à ce que seules les étoiles les plus denses subsistent.
Il est possible que d'autres aient été formés d'une façon similaire aux amas ouverts, mais sur une échelle beaucoup plus grande : en ayant commencé leur vie en tant que superamas stellaires.
Actuellement, il y a dans le Petit Nuage de Magellan, un amas globulaire de faible masse en formation.
Les astronomes profitent de cette occasion unique pour étudier la formation de ces objets, car aucun autre n'est connu.
Quand un amas globulaire se forme, il doit provenir d'un nuage moléculaire relativement dense.
Ceux-ci sont rares, ce qui explique pourquoi une galaxie possède peu d'amas globulaires.
En outre, la vitesse de condensation du nuage moléculaire doit être faible, autrement on assisterait à la formation d'étoiles massives de type O ou B qui exploseraient après quelques millions d'années.
La majorité des étoiles qui doivent se former sont de classes semblables au soleil : F, G et K.
Celles-ci se consument doucement en quelques milliards d'années, ce qui laissera à l'amas globulaire tout le temps nécessaire à sa formation.
Pour finir, l'amas globulaire, étant très dense comparé à d'autres régions de l'espace, sera éjecté du plan de la galaxie et évoluera dans une orbite stable du halo galactique.

## Collisions
Parmi les 1 743 amas ouverts répertoriés en avril 2021 par le satellite Gaia de l'ESA, les amas rapprochés sont rares et généralement du même âge aux incertitudes près, donc probablement issus du même grand nuage moléculaire. Par exception, les amas IC 4665 et Collinder 350 ont une différence d'âge supérieure à 500 Ma (millions d'années) et leurs populations stellaires se chevauchent, alors que les vitesses de leurs étoiles indiquent qu'il y a 60 Ma ils étaient séparés d'environ 500 pc (~1 500 a.l., le double du diamètre des plus grands nuages moléculaires connus) : ce sont deux amas d'origines différentes en train de se rencontrer. On ne sait pas encore s'ils vont fusionner où s'ils se sépareront à nouveau après être passés au travers l'un de l'autre. La réponse à cette question a de l'importance pour les amas comportant des étoiles d'âges et de compositions différents : si la coalescence de deux amas est plausible, il n'est plus nécessaire de faire appel à plusieurs épisodes de formation d'étoiles,.